# St. Martin (Bonn)

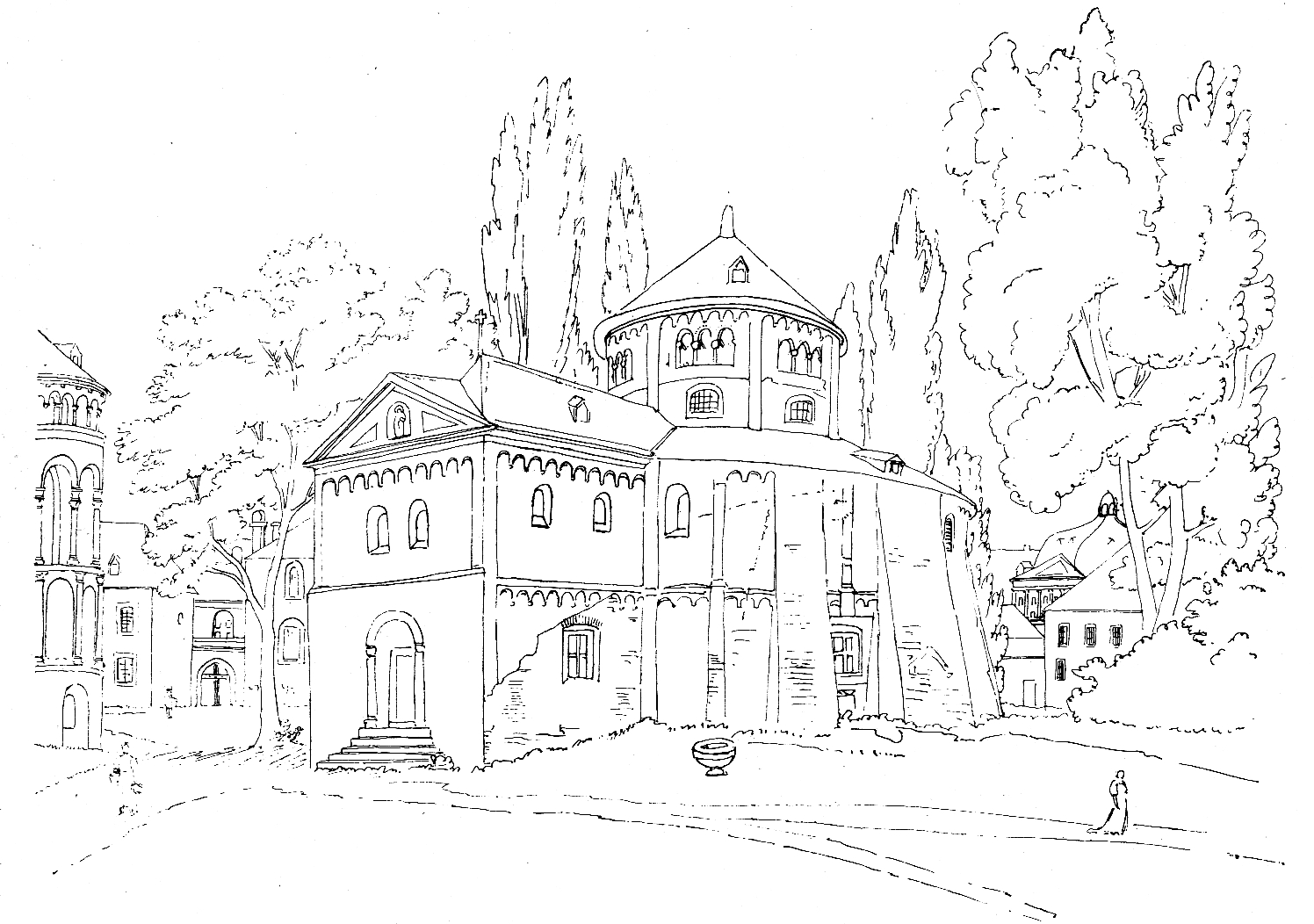
St. Martin 1810

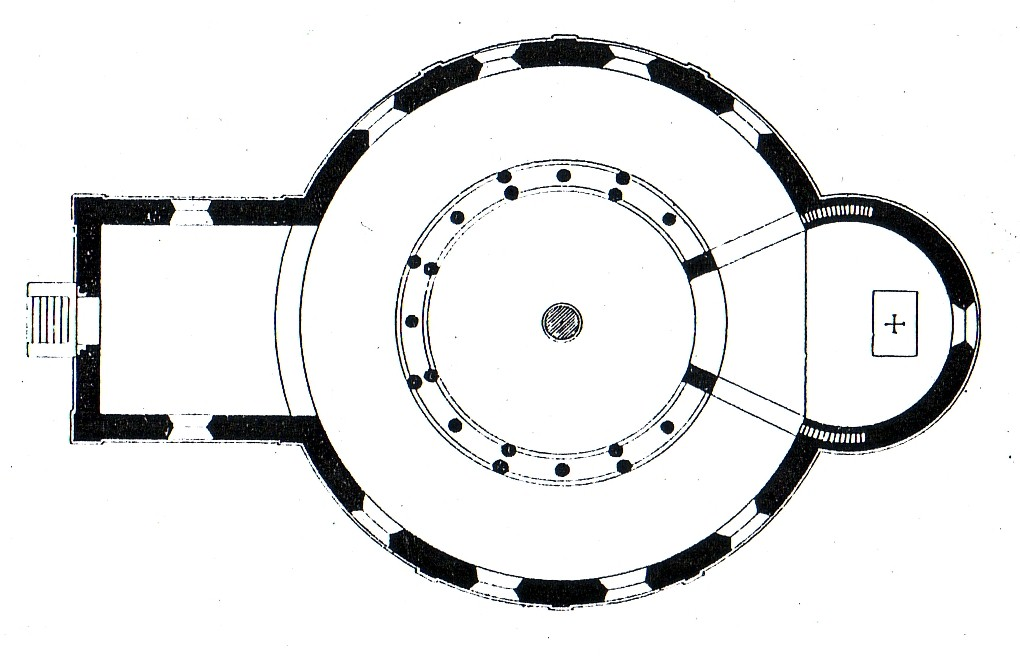
Rekonstruierter Grundriss

St. Martin war eine romanische Pfarrkirche in Bonn. Sie befand sich in unmittelbarer Nähe zum Bonner Münster.

## Geschichte
Die Kirche St. Martin ist in der um das Cassius-Stift herum entstandenen Siedlung seit 799 nachgewiesen. Sie war zunächst Eigenkirche und wurde durch einen Grundherrn namens Rungus 804 dem Stift geschenkt. Im liber valoris um 1300 erschien sie als eine von vier Bonner Pfarrkirchen.
St. Martin wurde wahrscheinlich vor 1050 gemeinsam mit dem Münster aufgeführt. Sie war ein Zentralbau, möglicherweise nach dem Vorbild der Jerusalemer Grabeskirche, mit anstoßendem Westbau und vorspringender Apsis. Im Inneren der kreisförmigen Anlage befand sich auf einem konzentrischen Kreis ein regelmäßiges Oktogon. Die Ecken des Oktogons wurden durch gekuppelte Säulen gebildet, nach der Apsis zu durch Pfeiler. In jeder der sieben freien Bogenstellungen befanden sich zwei Bogen auf einer Mittelsäule. Die Säulen besaßen frühromanische Basen sowie schwere Würfelkapitelle.
Im Zuge des Säkularisation wurde das Cassius-Stift aufgehoben und das Bonner Münster  wurde Pfarrkirche. St. Martin verfiel daraufhin und wurde schließlich, nachdem die Kirche 1812 größtenteils einstürzte, niedergelegt. Die Steine wurden teilweise in einer neuen Kapelle in Poppelsdorf verbaut, die Kirchenglocken kamen ins Münster. Der Grundriss von St. Martin ist heute im Pflaster des Martinsplatzes kenntlich gemacht.

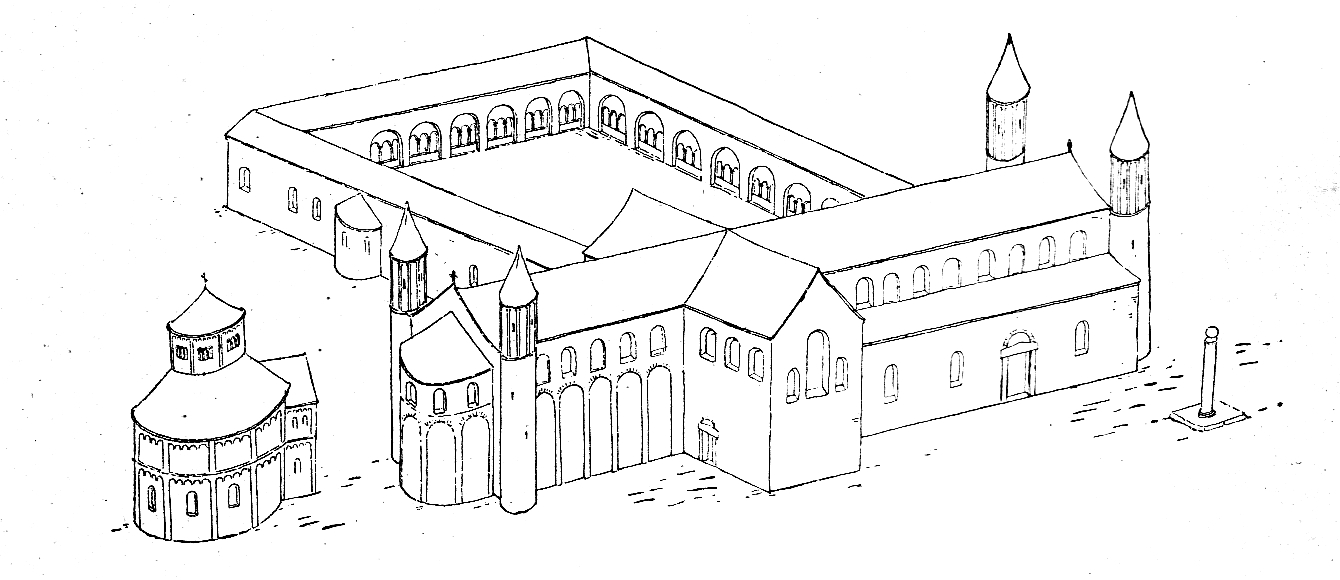
Rekonstruktion von St. Martin und Münster um 1100
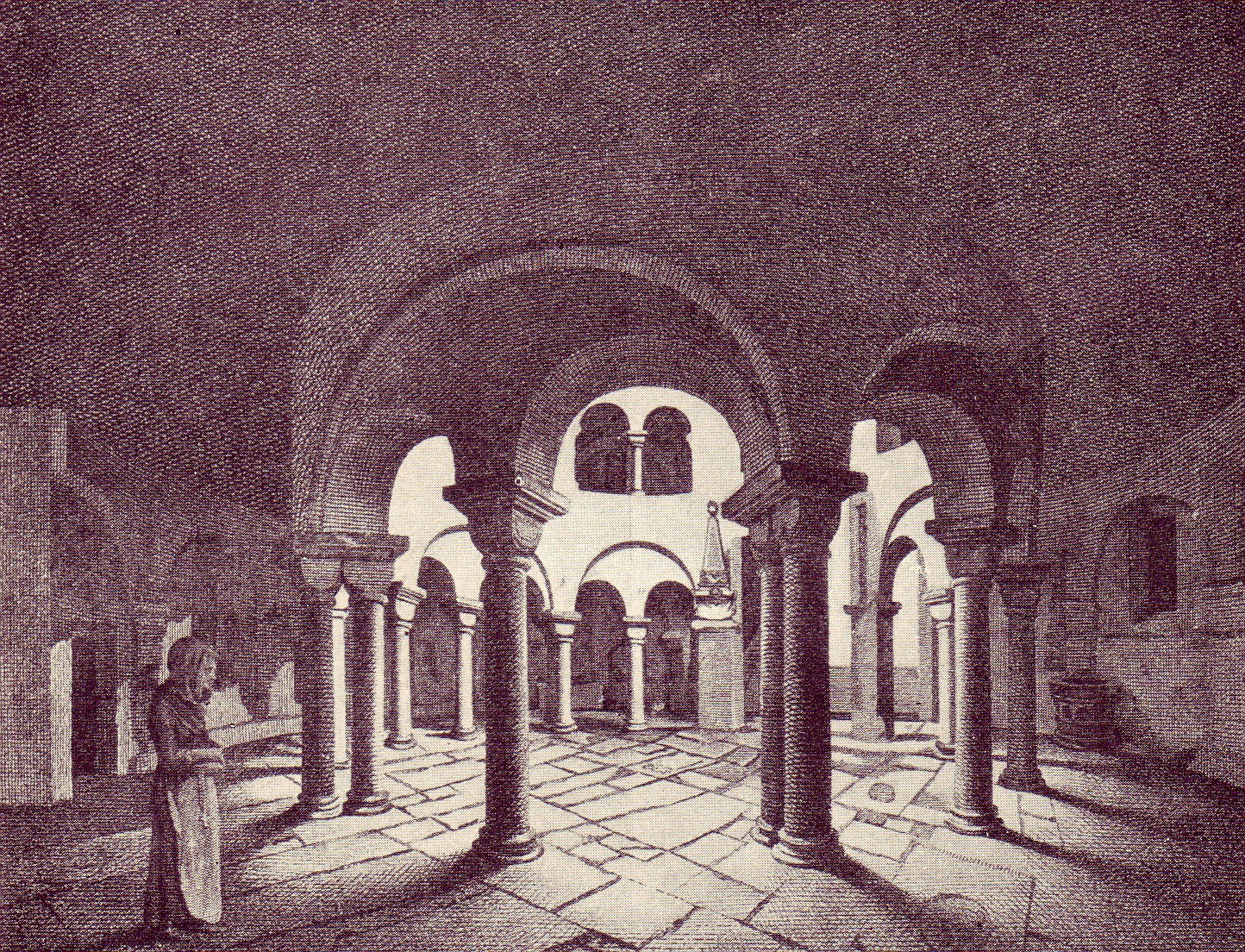
Innenansicht